# Бугерра, Маджид
Маджи́д Бугерра́ (араб. مجيد بوغرة‎, фр. Madjid Bougherrá; род. 7 октября 1982, Лонвик, Бургундия, Франция) — алжирский футболист, выступал на позиции центрального защитника, играл также на месте опорного полузащитника. С 2014 по 2015 годы занимал пост капитана сборной Алжира. По завершении карьеры игрока начал карьеру тренера.
До перехода в августе 2014 года в «Аль-Фуджайру» выступал за такие клубы, как французский «Геньон», английские «Кру Александра», «Шеффилд Уэнсдей», «Чарльтон Атлетик», шотландский «Рейнджерс» и катарскую «Лехвию».
Сыграл за национальную сборную Алжира 70 матчей, забил четыре мяча. Участник Кубков африканских наций — 2010 и 2015 годов, чемпионатов мира — 2010 и 2014 годов.

## Ранние годы
Бугерра родился 7 октября 1982 года во французской коммуне Лонвик в семье алжирских эмигрантов — Абделухаба и Рахии. Отец, по профессии маляр-штукатур, из-за проблем со здоровьем был вынужден оставить службу, поэтому детство будущего футболиста было очень трудным — Бугерра жили впроголодь, изредка перебиваясь случайными заработками. Всего в семье было пятеро детей — три мальчика (Маджид был третьим) и две младшие девочки.
Тяжёлая ситуация изменилась, когда старший брат Маджида, Сухил, по окончании своего образования стал профессиональным строителем. Заработанные им деньги позволили выучить второго брата, Рабаха, который пошёл по стопам отца, став также маляром-штукатуром. Ныне старшие братья Бугерра возглавляют крупную парижскую строительную компанию.

## Клубная карьера
В юношестве Маджид выступал за любительский клуб «Кетиньи», в 2000 году вернулся в Лонвик, где стал играть за местную команду.

### «Геньон»
В 2002 году молодого алжирца заметили скауты клуба «Геньон», с которым Маджид и подписал свой первый профессиональный контракт в июле того же года.
Дебют Бугерра в бургундской команде состоялся 24 мая 2003 года, когда «кузнецы» в выездном матче встречались с «Мецем».
24 апреля 2004 года алжирец забил свой первый гол в профессиональной карьере — случилось это в поединке 33-го тура Лиги 2 сезона 2003/04, в котором «Геньон» встречался с командой «Шамуа Ньорте».
За три с половиной года, проведённых в составе «Геньона», Маджид сыграл 49 матчей во французской Лиге 2, забил 1 гол. Один раз алжирец появился в матче Кубка Лиги.

### «Кру Александра»
В конце января 2006 года переехал в Великобританию, где по арендному договору присоединился к английскому коллективу «Кру Александра». Пять тысяч фунтов стерлингов, выплаченных агенту алжирца Чарльзу Коллимору за этот контракт, стали первым случаем в истории чеширской команды, когда деньги были выплачены не клубу, владеющему правами на футболиста, а официальному представителю самого игрока.
Аренда получилась для Бугерра успешной — он регулярно выходил в основном составе «Кру Александры», показывая неплохую игру. 25 марта алжирец, поразив ворота «Ковентри Сити», забил свой первый и, как оказалось впоследствии, единственный гол за «Александру».
Видя, что Бугерра приносит реальную пользу чеширцам, болельщики «железнодорожников» пытались уговорить главного тренера, Дарио Гради, и руководство клуба выкупить права на Маджида, но все их доводы были проигнорированы. В конце апреля алжирец заявил, что не может дальше ждать предложения контракта от «Кру Александры», поэтому он начинает искать новых работодателей и абсолютно точно покинет «Кру» по окончании сезона.

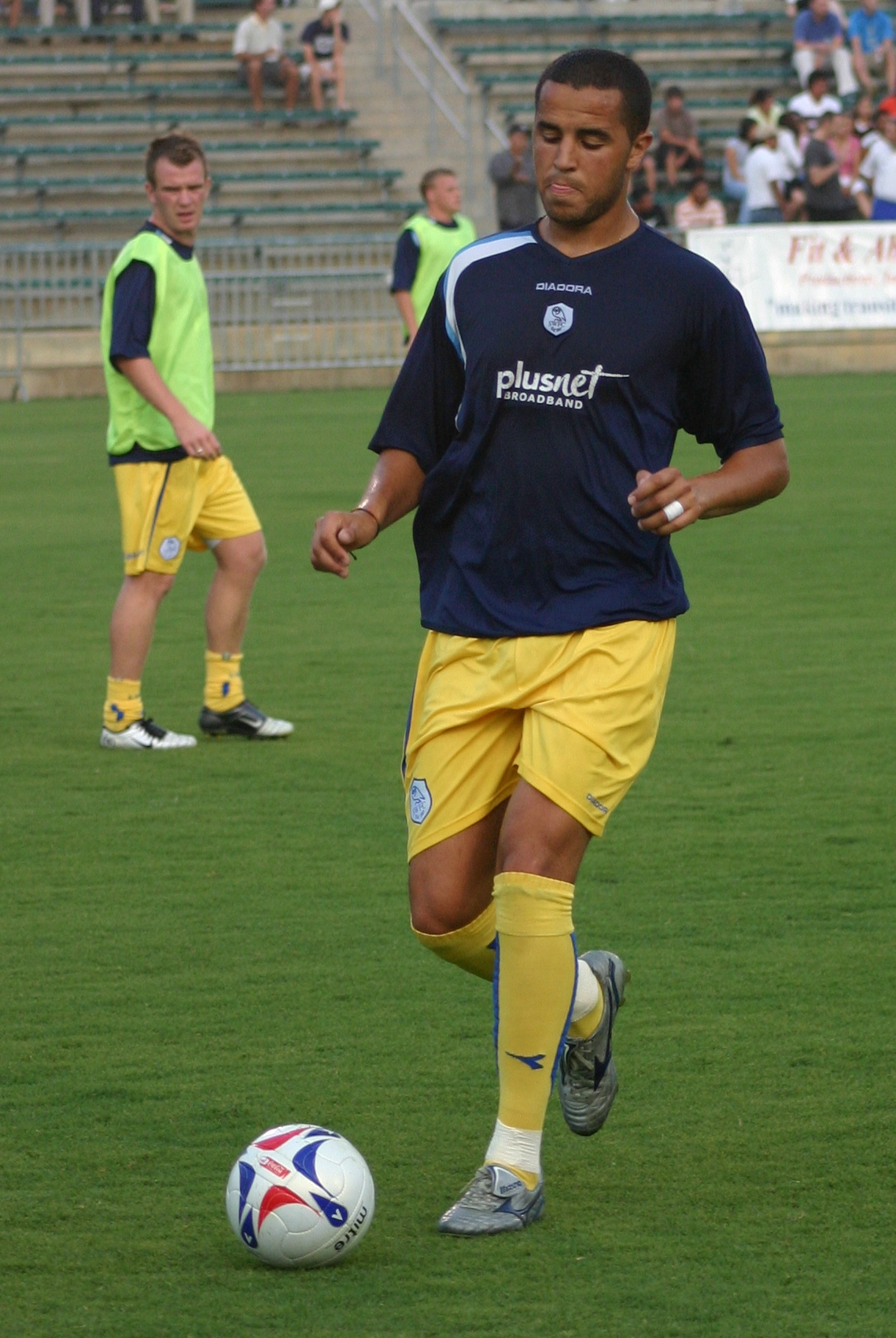
Бугерра во время пребывания в «Шеффилд Уэнсдей».

### «Шеффилд Уэнсдей»
Клубы, заинтересованные в перспективном алжирце, нашлись очень быстро — к Бугерра обратились сразу несколько потенциальных работодателей, в том числе несколько представителей английской Премьер-лиги.
В мае 2006 года Маджид подписал контракт с командой «Шеффилд Уэнсдей». Сумма, заплаченная «совами» «Геньону» за алжирца, составила 300 тысяч фунтов стерлингов.
5 августа состоялся дебют Бугерра в своём новом клубе в матче, в котором «Шеффилд» встречался с командой «Престон Норт Энд». Всего через два месяца в новом клубе алжирец был удостоен звания «Игрока месяца» в Чемпионшипе за отличную игру в сентябре.
За первую половину сезона 2006/07 Маджид провёл 29 матчей, забил 2 гола — в ворота «Ипсвич Таун» и «Вест Бромвич Альбион».

### «Чарльтон Атлетик»
В январе 2007 года вновь возобновились попытки команд английской Премьер-лиги подписать контракт с Бугерра. Среди этих клубов были «Эвертон», «Рединг», «Бирмингем Сити» и «Чарльтон Атлетик», первое предложение которого в 1,3 миллиона фунтов стерлингов за Маджида руководство «Шеффилда» отклонило. «Чарльтон» продолжил переговоры и увеличил сумму, которую нужно было выплатить «Шеффилду», до 2,5 миллионов фунтов. Это предложение устроило клуб-владелец, и, после успешных переговоров по личному контракту Бугерра, 28 января он стал полноценным игроком «Чарльтона».
Тем не менее алжирец не смог ощутимо помочь своему новому клубу, боровшемуся за сохранение места в Высшем дивизионе Англии, и «Чарльтон», заняв по итогам сезона 2006/07 предпоследнее, 19-е место, вылетел в Чемпионшип. В следующем футбольном году «Атлетик» не смог вернуться в Премьер-лигу, и Бугерра заявил о своём желании покинуть лондонский клуб.

### «Рейнджерс»
Летом 2008 года вокруг персоны алжирца вновь разгорелись трансферные страсти. В газетах муссировалось множество слухов, «сватающих» Маджида в тот или иной клуб. Наиболее вероятным новым работодателем Бугерра в то время был «Вест Бромвич Альбион» — 2,5 миллиона фунтов за алжирца удовлетворили «Чарльтон», но сам футболист не пожелал переходить в стан «дроздов» по причине отсутствия на решающем этапе переговоров президента «Вест Бромвича», Джереми Писа: 
Я на самом деле хотел стать игроком «дроздов». Но когда ты приходишь в офис клуба и ведёшь переговоры, касающиеся твоего личного будущего, с главой «Альбион» по телефону, возникает резонный вопрос — а нужен ли я ему?

Джереми Пис прокомментировал сложившуюся ситуацию так: 
Слова алжирца — это просто нонсенс. На переговорах по контракту были два моих представителя, которые постоянно мне звонили и консультировались. Да — я лично не встречался с Бугерра, да — я не присутствовал в офисе в тот день, но разве это можно назвать оскорблением, как выставляет это Маджид?
31 июля алжирец стал игроком шотландского «Рейнджерс». «Джерс» заплатили «Чарльтону» за Бугерра всё те же 2,5 миллиона фунтов.
В первом же сезоне в Глазго Маджид завоевал постоянное место в основном составе «Рейнджерс», достойно заменив перешедшего в «Астон Виллу» бывшего лидера защитных порядков команды Карлоса Куэльяра.
9 августа алжирец впервые сыграл в футболке глазговского клуба — произошло это в матче чемпионата Шотландии «Рейнджерс» — «Фалкирк». 28 сентября Бугерра, забив гол в ворота «Хиберниана», открыл счёт своим голам за «джерс».
16 мая 2009 года Маджид был впервые за свою карьеру в Шотландии удалён с поля — в матче «рейнджеров» с «Абердином» в одном из игровых эпизодов он столкнулся с вратарём «красных», Джейми Лангфилдом, арбитр посчитал вину алжирца заслуживающей досрочного отдыха в раздевалке. Тем не менее «джерс» сумели обжаловать это удаление, и Бугерра смог принять участие в следующей игре своего клуба против «Данди Юнайтед». Сезон 2008/09 Маджид и «Рейнджерс» закончили триумфально, победив в финальном матче Кубка Шотландии «Фалкирк» со счётом 1:0.
По итогам сезона 2008/09 болельщики «Рейнджерс» выбрали Маджида лучшим игроком клуба в этом футбольном году.
16 сентября алжирец дебютировал в еврокубках, отыграв в поединке Лиги чемпионов с немецким «Штутгартом». В той же игре Бугерра на 77-й минуте забил гол, принеся своей команде ничью.
В октябре Маджид после матча сборной Алжира с Руандой вернулся в расположение глазговцев с 2-дневным опозданием, за что и был отстранён от следующего матча своего клуба против «Сент-Миррена». Через месяц Бугерра вновь позволил себе явиться из своей национальной команды в Глазго с задержкой. После этого главный тренер «джерс», Уолтер Смит, был вынужден провести с футболистом серьёзный разговор о недопущении в будущем подобных инцидентов.
24 декабря журналисты Алжира назвали Бугерра «Игроком года» этой африканской страны. 3 мая 2010 года на вручении ежегодных наград шотландского футбола алжирец был удостоен приза «Гол сезона» по версии профессиональных футболистов страны — они признали мяч, забитый Маджидом в ворота «Данди Юнайтед» в декабре 2010 года, наиболее красивым во всём сезоне 2009/10.

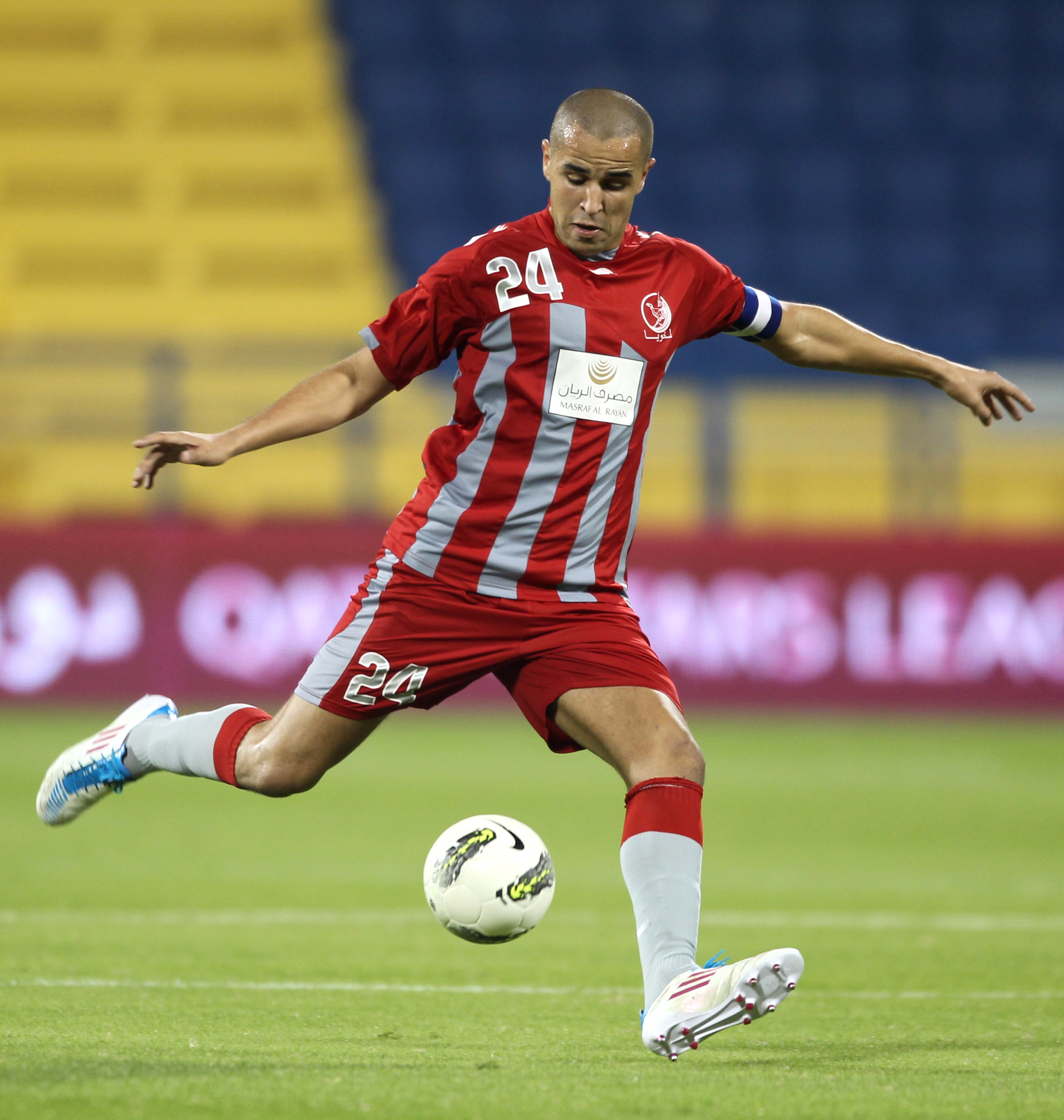
Бугерра в матче за «Лехвию».

30 мая Бугерра подписал с «Рейнджерс» новое соглашение о сотрудничестве, рассчитанное на два года.

В начале сезона 2010/11 алжирец, показывая хорошую игру, прочно застолбил за собой место в основе «джерс». 14 сентября Бугерра был признан «Игроком матча» поединка Лиги Чемпионов против «Манчестер Юнайтед», состоявшемся на стадионе «Олд Траффорд». В этой встрече Маджид проявил себя настоящим лидером глазговского клуба, уверенно разрушая атаки манкунианцев. Поединок закончился со счётом 0:0. 10 марта 2011 года, проведя полный матч 1/8 финала Лиги Европы против нидерландского клуба «ПСВ», алжирец отыграл сотую встречу в первом составе «Рейнджерс». В начале апреля Маджид выразил желание покинуть «джерс» по окончании сезона: 
Я провёл три замечательных года в Глазго, но теперь хочу начать новый этап в своей карьере. «Рейнджерс» предложил мне новый контракт, но я отказался. Хочу продолжить карьеру в Англии. Если не удастся перебраться в Премьер-лигу, то приоритетными вариантами будут Турция, Франция или один из чемпионатов Персидского залива.
 Последней игрой Маджида в составе «джерс» оказался поединок Лиги Европы против шведского «Мальмё», состоявшийся 3 августа. Прощание оказалось минорным — на 66-й минуте игры российский арбитр Владислав Безбородов прямой красной карточкой удалил алжирца с поля. В прессе сразу же появились сообщения, что новым наиболее вероятным работодателем Бугерра станет катарская «Лехвия».

### «Лехвия»
10 августа 2011 года пресс-служба «Рейнджерс» официально объявила, что алжирский защитник покинул Глазго и пополнил состав катарского клуба «Лехвия». Сумма трансфера Бугерра составила 1,7 миллиона фунтов. Дебют Маджида в составе «красно-белых» состоялся 16 сентября, когда его команда в рамках первого тура национального первенства встречалась с «Аль-Вакрой». Алжирец забил единственный гол в этом матче, принеся победу «Лехвии», этот гол стал первым голом сезона 2011/12 в Катаре. В сезонах 2011/12 и 2013/14 Бугерра в составе «Лехвии» становился чемпионом Катара. В мае 2014 года покинул команду на правах свободного агента.

### Клубная статистика
| Клуб                        | Сезон                       | Чемпионат | Чемпионат | Кубок | Кубок | Кубок Лиги | Кубок Лиги | Международные Кубки | Международные Кубки | Итого | Итого |
| Клуб                        | Сезон                       | Игры      | Голы      | Игры  | Голы  | Игры       | Голы       | Игры                | Голы                | Игры  | Голы  |
| --------------------------- | --------------------------- | --------- | --------- | ----- | ----- | ---------- | ---------- | ------------------- | ------------------- | ----- | ----- |
| Геньон                      | 2002/03                     | 1         | 0         | —     | —     | —          | —          | —                   | —                   | 1     | 0     |
| Геньон                      | 2003/04                     | 8         | 1         | —     | —     | —          | —          | —                   | —                   | 8     | 1     |
| Геньон                      | 2004/05                     | 30        | 0         | —     | —     | —          | —          | —                   | —                   | 30    | 0     |
| Геньон                      | 2005/06                     | 10        | 0         | —     | —     | 1          | 0          | —                   | —                   | 11    | 0     |
| Всего за «Геньон»           | Всего за «Геньон»           | 49        | 1         | 0     | 0     | 1          | 0          | 0                   | 0                   | 50    | 1     |
| Кру Александра              | 2005/06                     | 11        | 1         | —     | —     | —          | —          | —                   | —                   | 11    | 1     |
| Всего за «Кру Александра»   | Всего за «Кру Александра»   | 11        | 1         | 0     | 0     | 0          | 0          | 0                   | 0                   | 11    | 1     |
| Шеффилд Уэнсдей             | 2006/07                     | 28        | 2         | —     | —     | 1          | 0          | —                   | —                   | 29    | 2     |
| Всего за «Шеффилд Уэнсдей»  | Всего за «Шеффилд Уэнсдей»  | 28        | 2         | 0     | 0     | 1          | 0          | 0                   | 0                   | 29    | 2     |
| Чарльтон Атлетик            | 2006/07                     | 5         | 0         | —     | —     | —          | —          | —                   | —                   | 5     | 0     |
| Чарльтон Атлетик            | 2007/08                     | 29        | 2         | 2     | 0     | 2          | 0          | —                   | —                   | 33    | 2     |
| Всего за «Чарльтон Атлетик» | Всего за «Чарльтон Атлетик» | 34        | 2         | 2     | 0     | 2          | 0          | 0                   | 0                   | 38    | 2     |
| Рейнджерс                   | 2008/09                     | 31        | 1         | 5     | 0     | 3          | 0          | —                   | —                   | 39    | 1     |
| Рейнджерс                   | 2009/10                     | 17        | 1         | 2     | 0     | 1          | 0          | 3                   | 1                   | 23    | 2     |
| Рейнджерс                   | 2010/11                     | 31        | 1         | 3     | 0     | 4          | 1          | 9                   | 0                   | 47    | 2     |
| Рейнджерс                   | 2011/12                     | 2         | 0         | —     | —     | —          | —          | 2                   | 0                   | 4     | 0     |
| Всего за «Рейнджерс»        | Всего за «Рейнджерс»        | 81        | 3         | 10    | 0     | 8          | 1          | 14                  | 1                   | 113   | 5     |
| Лехвия                      | 2011/12                     | 18        | 3         | —     | —     | —          | —          | 5                   | 0                   | 23    | 3     |
| Лехвия                      | 2012/13                     | 10        | 0         | —     | —     | —          | —          | 8                   | 0                   | 18    | 0     |
| Лехвия                      | 2013/14                     | 16        | 0         | —     | —     | —          | —          | 8                   | 1                   | 24    | 1     |
| Всего за «Лехвию»           | Всего за «Лехвию»           | 44        | 3         | 0     | 0     | 0          | 0          | 21                  | 1                   | 65    | 4     |
| Всего за карьеру            | Всего за карьеру            | 247       | 12        | 12    | 0     | 12         | 1          | 35                  | 2                   | 306   | 15    |

(откорректировано по состоянию на 10 июня 2014)

## Сборная Алжира
Несмотря на то, что родители Бугерра по паспорту являются французами, его дед был и остаётся гражданином Алжира, соответственно, для Маджида не составило никаких проблем стать подданным и этой страны.
В 2004 году футболист был привлечён в олимпийскую сборную своей исторической родины на квалификационные матчи к Олимпийским играм, проходившим в том же году в Афинах. Бугерра сыграл в составе алжирцев три матча, но не смог помочь им пробиться на турнир.
Дебют Маджида в первой сборной страны состоялся 20 июня 2004 года, когда в рамках отборочных матчей к чемпионату мира 2006 «зелёные» встречались с Зимбабве.
Свой первый гол за «лисов пустыни» Бугерра забил 2 июля 2007 года, поразив ворота команды Кабо-Верде. Второй мяч в сборной Алжира Маджиду удалось отпраздновать через два года, когда 20 июня 2009 года, откликнувшись на подачу со штрафного удара, он заставил своим ударом головой капитулировать вратаря замбийцев. Является автором одного из трёх голов в ворота Кот-д’Ивуара в четвертьфинальном поединке Кубка африканских наций 2010, позволивших «лисам пустыни» пройти в полуфинал турнира, где они однако проиграли египтянам.
5 мая 2010 года Бугерра попал в расширенный список алжирских футболистов, которые боролись между собой за право играть на мундиале 2010. 1 июня 2010 года Маджид был утверждён в числе двадцати трёх игроков, едущих в ЮАР на чемпионат мира защищать цвета своей страны.
На мундиале алжирцы не смогли пробиться в плей-офф турнира, заняв последнее место в своей группе С. Бугерра отыграл без замен все три матча «лисов пустыни» на чемпионате — со сборными Словении (0:1), Англии (0:0) и США (0:1).
19 ноября 2013 года забил единственный гол в решающем матче плей-офф за выход на чемпионат мира 2014 в ворота сборной Буркина-Фасо.
В 2014 году включён тренером Вахидом Халилходжичем в состав сборной Алжира для участия в финальной части чемпионата мира 2014, назначен капитаном команды. На турнире принял участие в трёх матчах — играх группового этапа против Бельгии и Южной Кореи и матче 1/8 финала с Германией.
2 февраля 2015 года Бугерра объявил о завершении своей карьеры в сборной Алжира.

### Матчи и голы за сборную Алжира
| №  | Дата             | Место                                                               | Оппонент     | Счёт       | Голы Бугерра | Соревнование                                                     |
| 1  | 20 июня 2004     | Хараре, Зимбабве                                                    | Зимбабве     | 1:1        | —            | Отборочный матч чемпионата мира по футболу 2006                  |
| 2  | 3 июля 2004      | Абуджа, Нигерия                                                     | Нигерия      | 0:1        | —            | Отборочный матч чемпионата мира по футболу 2006                  |
| 3  | 17 ноября 2004   | Тулон, Франция                                                      | Сенегал      | 1:2        | —            | Товарищеский матч                                                |
| 4  | 9 февраля 2005   | «5 июля 1962», Алжир, Алжир                                         | Буркина-Фасо | 3:0        | —            | Товарищеский матч                                                |
| 5  | 27 марта 2005    | Оран, Алжир                                                         | Руанда       | 1:0        | —            | Отборочный матч чемпионата мира по футболу 2006                  |
| 6  | 5 июня 2005      | Луанда, Ангола                                                      | Ангола       | 1:2        | —            | Отборочный матч чемпионата мира по футболу 2006                  |
| 7  | 4 сентября 2005  | Оран, Алжир                                                         | Нигерия      | 2:5        | —            | Отборочный матч чемпионата мира по футболу 2006                  |
| 8  | 8 октября 2005   | Франсвиль, Габон                                                    | Габон        | 0:0        | —            | Отборочный матч чемпионата мира по футболу 2006                  |
| 9  | 28 февраля 2006  | «Стад Робер Дишон», Руан, Франция                                   | Буркина-Фасо | 0:0        | —            | Товарищеский матч                                                |
| 10 | 15 августа 2006  | «Стад Жорж Каркассон», Экс-ан-Прованс, Франция                      | Габон        | 0:2        | —            | Товарищеский матч                                                |
| 11 | 3 сентября 2006  | «28 сентября», Конакри, Гвинея                                      | Гвинея       | 0:0        | —            | Отборочный матч Кубка африканских наций 2008                     |
| 12 | 7 октября 2006   | «5 июля 1962», Алжир, Алжир                                         | Гамбия       | 1:0        | —            | Отборочный матч Кубка африканских наций 2008                     |
| 13 | 15 ноября 2006   | «Стад Жорж Каркассон», Экс-ан-Прованс, Франция                      | Буркина-Фасо | 1:2        | —            | Товарищеский матч                                                |
| 14 | 24 марта 2007    | «5 июля 1962», Алжир, Алжир                                         | Кабо-Верде   | 2:0        | —            | Отборочный матч Кубка африканских наций 2008                     |
| 15 | 2 июня 2007      | «Эстадио Да Варзеа», Прая, Кабо-Верде                               | Кабо-Верде   | 2:2        | 1            | Отборочный матч Кубка африканских наций 2008                     |
| 16 | 5 июня 2007      | «Камп Ноу», Барселона, Испания                                      | Аргентина    | 3:4        | —            | Товарищеский матч                                                |
| 17 | 2 июня 2007      | «5 июля 1962», Алжир, Алжир                                         | Гвинея       | 0:2        | —            | Отборочный матч Кубка африканских наций 2008                     |
| 18 | 22 августа 2007  | «Стад де ля Моссон», Монпелье, Франция                              | Бразилия     | 0:2        | —            | Товарищеский матч                                                |
| 19 | 9 сентября 2007  | «Независимость», Бакау, Гамбия                                      | Гамбия       | 1:2        | —            | Отборочный матч Кубка африканских наций 2008                     |
| 20 | 20 ноября 2007   | «Стад Робер Дишон», Руан, Франция                                   | Мали         | 3:2        | —            | Товарищеский матч                                                |
| 21 | 26 марта 2008    | «Стад Морис Баку», Гуссенвиль, Франция                              | ДР Конго     | 1:1        | —            | Товарищеский матч                                                |
| 22 | 20 июня 2008     | «Мустафа Чакер», Блида, Алжир                                       | Гамбия       | 1:0        | —            | Отборочный матч чемпионата мира по футболу 2010                  |
| 23 | 20 августа 2008  | «Спортивный центр Феди Пети», Тукье, Франция                        | ОАЭ          | 1:0        | —            | Товарищеский матч                                                |
| 24 | 5 сентября 2008  | «Мустафа Чакер», Блида, Алжир                                       | Сенегал      | 3:2        | —            | Отборочный матч чемпионата мира по футболу 2010                  |
| 25 | 11 октября 2008  | «Самуэль Каньон Доу Спортс Комплекс», Пейнесвилл, Либерия           | Либерия      | 0:0        | —            | Отборочный матч чемпионата мира по футболу 2010                  |
| 26 | 11 февраля 2009  | «5 июля 1962», Алжир, Алжир                                         | Бенин        | 2:1        | —            | Товарищеский матч                                                |
| 27 | 28 марта 2009    | «Амохоро», Кигали, Руанда                                           | Руанда       | 0:0        | —            | Отборочный матч чемпионата мира по футболу 2010                  |
| 28 | 7 июня 2009      | «Фререс Бракни», Блида, Алжир                                       | Египет       | 3:1        | —            | Отборочный матч чемпионата мира по футболу 2010                  |
| 29 | 20 июня 2009     | «Конкола», Чилилабомбве, Замбия                                     | Замбия       | 2:0        | 1            | Отборочный матч чемпионата мира по футболу 2010                  |
| 30 | 12 августа 2009  | «5 июля 1962», Алжир, Алжир                                         | Уругвай      | 1:0        | —            | Товарищеский матч                                                |
| 31 | 6 сентября 2009  | «Фререс Бракни», Блида, Алжир                                       | Замбия       | 1:0        | —            | Отборочный матч чемпионата мира по футболу 2010                  |
| 32 | 11 октября 2009  | «Фререс Бракни», Блида, Алжир                                       | Руанда       | 3:1        | —            | Отборочный матч чемпионата мира по футболу 2010                  |
| 33 | 14 ноября 2009   | Международный стадион Каира, Каир, Египет                           | Египет       | 0:2        | —            | Отборочный матч чемпионата мира по футболу 2010                  |
| 34 | 18 ноября 2009   | «Аль-Меррейх», Омдурман, Судан                                      | Египет       | 1:0        | —            | Отборочный матч чемпионата мира по футболу 2010                  |
| 35 | 11 января 2010   | «11 ноября», Луанда, Ангола                                         | Малави       | 0:3        | —            | Кубок африканских наций 2010 (финальные игры, групповой этап)    |
| 36 | 14 января 2010   | «11 ноября», Луанда, Ангола                                         | Мали         | 1:0        | —            | Кубок африканских наций 2010 (финальные игры, групповой этап)    |
| 37 | 18 января 2010   | «11 ноября», Луанда, Ангола                                         | Ангола       | 0:0        | —            | Кубок африканских наций 2010 (финальные игры, групповой этап)    |
| 38 | 24 января 2010   | «Шимандела», Кабинда, Ангола                                        | Кот-д’Ивуар  | 3:2 (д.в.) | 1            | Кубок африканских наций 2010 (финальные игры, 1/4 финала)        |
| 39 | 28 января 2010   | «Кумплешу да Сеньор да Граса», Бенгела, Ангола                      | Египет       | 0:4        | —            | Кубок африканских наций 2010 (финальные игры, 1/2 финала)        |
| 40 | 30 января 2010   | «Кумплешу да Сеньор да Граса», Бенгела, Ангола                      | Нигерия      | 0:1        | —            | Кубок африканских наций 2010 (финальные игры, матч за 3-е место) |
| 41 | 5 июня 2010      | «Плэймобайл», Фюрт, Германия                                        | ОАЭ          | 1:0        | —            | Товарищеский матч                                                |
| 42 | 13 июня 2010     | «Питер Мокаба», Полокване, ЮАР                                      | Словения     | 0:1        | —            | Чемпионат мира по футболу 2010 (финальные игры, групповой этап)  |
| 43 | 18 июня 2010     | «Грин-Пойнт», Кейптаун, ЮАР                                         | Англия       | 0:0        | —            | Чемпионат мира по футболу 2010 (финальные игры, групповой этап)  |
| 44 | 23 июня 2010     | «Лофтус Версфельд», Претория, ЮАР                                   | США          | 0:1        | —            | Чемпионат мира по футболу 2010 (финальные игры, групповой этап)  |
| 45 | 11 августа 2010  | «5 июля 1962», Алжир, Алжир                                         | Габон        | 1:2        | —            | Товарищеский матч                                                |
| 46 | 4 сентября 2010  | «Фререс Бракни», Блида, Алжир                                       | Танзания     | 1:1        | —            | Отборочный матч Кубка африканских наций 2012                     |
| 47 | 10 октября 2010  | «Бартелеми Боганда», Банги, ЦАР                                     | ЦАР          | 0:2        | —            | Отборочный матч Кубка африканских наций 2012                     |
| 48 | 4 июня 2011      | «Марракеш», Марракеш, Марокко                                       | Марокко      | 0:4        | —            | Отборочный матч Кубка африканских наций 2012                     |
| 49 | 3 сентября 2011  | Национальный стадион имени Бенджамина Мкапы, Дар-эс-Салам, Танзания | Танзания     | 1:1        | —            | Отборочный матч Кубка африканских наций 2012                     |
| 50 | 9 октября 2011   | «5 июля 1962», Алжир, Алжир                                         | ЦАР          | 2:0        | —            | Отборочный матч Кубка африканских наций 2012                     |
| 51 | 29 февраля 2012  | «Индепенденс», Бакау, Гамбия                                        | Гамбия       | 2:1        | —            | Отборочный матч Кубка африканских наций 2013                     |
| 52 | 10 июня 2012     | «4 августа», Уагадугу, Буркина-Фасо                                 | Мали         | 1:2        | —            | Отборочный матч чемпионата мира по футболу 2014                  |
| 53 | 15 июня 2012     | «Мустафа Чакер», Блида, Алжир                                       | Гамбия       | 4:1        | —            | Отборочный матч Кубка африканских наций 2013                     |
| 54 | 2 июня 2013      | «Мустафа Чакер», Блида, Алжир                                       | Буркина-Фасо | 2:0        | —            | Товарищеский матч                                                |
| 55 | 9 июня 2013      | «Шарль де Голль», Порто-Ново, Бенин                                 | Бенин        | 3:1        | —            | Отборочный матч чемпионата мира по футболу 2014                  |
| 56 | 16 июня 2013     | «Амахоро», Кигали, Руанда                                           | Руанда       | 1:0        | —            | Отборочный матч чемпионата мира по футболу 2014                  |
| 57 | 14 августа 2013  | «Мустафа Чакер», Блида, Алжир                                       | Гвинея       | 2:2        | —            | Товарищеский матч                                                |
| 58 | 10 сентября 2013 | «Мустафа Чакер», Блида, Алжир                                       | Мали         | 1:0        | —            | Отборочный матч чемпионата мира по футболу 2014                  |
| 59 | 12 октября 2013  | «4 августа», Уагадугу, Буркина-Фасо                                 | Буркина-Фасо | 2:3        | —            | Отборочный матч чемпионата мира по футболу 2014                  |
| 60 | 19 ноября 2013   | «Мустафа Чакер», Блида, Алжир                                       | Буркина-Фасо | 1:0        | 1            | Отборочный матч чемпионата мира по футболу 2014                  |
| 61 | 5 марта 2014     | «Мустафа Чакер», Блида, Алжир                                       | Словения     | 2:0        | —            | Товарищеский матч                                                |
| 62 | 4 июня 2014      | «Стад де Женев», Каруж, Швейцария                                   | Румыния      | 2:1        | —            | Товарищеский матч                                                |
| 63 | 17 июня 2014     | «Минейран», Белу-Оризонти, Бразилия                                 | Бельгия      | 1:2        | —            | Чемпионат мира по футболу 2014 (финальные игры, групповой этап)  |
| 64 | 22 июня 2014     | «Бейра-Рио», Порту-Алегри, Бразилия                                 | Южная Корея  | 4:2        | —            | Чемпионат мира по футболу 2014 (финальные игры, групповой этап)  |
| 65 | 30 июня 2014     | «Бейра-Рио», Порту-Алегри, Бразилия                                 | Германия     | 1:2        | —            | Чемпионат мира по футболу 2014 (финальные игры, 1/8 финала)      |
| 66 | 15 ноября 2014   | «Мустафа Чакер», Блида, Алжир                                       | Эфиопия      | 3:1        | —            | Отборочный матч Кубка африканских наций 2015                     |
| 67 | 11 января 2015   | Олимпийский стадион, Радес, Тунис                                   | Тунис        | 1:1        | —            | Товарищеский матч                                                |
| 68 | 23 января 2015   | «Монгомо», Монгомо, Экваториальная Гвинея                           | Гана         | 0:1        | —            | Кубок африканских наций 2015 (финальные игры, групповой этап)    |
| 69 | 23 января 2015   | «Малабо», Малабо, Экваториальная Гвинея                             | Сенегал      | 2:0        | —            | Кубок африканских наций 2015 (финальные игры, групповой этап)    |
| 70 | 23 января 2015   | «Малабо», Малабо, Экваториальная Гвинея                             | Кот-д’Ивуар  | 1:3        | —            | Кубок африканских наций 2015 (финальные игры, групповой этап)    |

Итого: 70 матчей / 4 гола; 31 победа, 14 ничьих, 25 поражений.

### Сводная статистика игр/голов за сборную
| Сборная          | Год              | Отборочные матчи ЧМ | Отборочные матчи ЧМ | Финальные матчи ЧМ | Финальные матчи ЧМ | Отборочные матчи КАН | Отборочные матчи КАН | Финальные матчи КАН | Финальные матчи КАН | Товарищеские матчи | Товарищеские матчи | Итого | Итого |
| Сборная          | Год              | Игры                | Голы                | Игры               | Голы               | Игры                 | Голы                 | Игры                | Голы                | Игры               | Голы               | Игры  | Голы  |
| ---------------- | ---------------- | ------------------- | ------------------- | ------------------ | ------------------ | -------------------- | -------------------- | ------------------- | ------------------- | ------------------ | ------------------ | ----- | ----- |
| Алжир            | 2004             | 2                   | 0                   | —                  | —                  | —                    | —                    | —                   | —                   | 1                  | 0                  | 3     | 0     |
| Алжир            | 2005             | 4                   | 0                   | —                  | —                  | —                    | —                    | —                   | —                   | 1                  | 0                  | 5     | 0     |
| Алжир            | 2006             | —                   | —                   | —                  | —                  | 2                    | 0                    | —                   | —                   | 3                  | 0                  | 5     | 0     |
| Алжир            | 2007             | —                   | —                   | —                  | —                  | 4                    | 1                    | —                   | —                   | 3                  | 0                  | 7     | 1     |
| Алжир            | 2008             | 3                   | 0                   | —                  | —                  | —                    | —                    | —                   | —                   | 2                  | 0                  | 5     | 0     |
| Алжир            | 2009             | 7                   | 1                   | —                  | —                  | —                    | —                    | —                   | —                   | 2                  | 0                  | 9     | 1     |
| Алжир            | 2010             | —                   | —                   | 3                  | 0                  | 2                    | 0                    | 6                   | 1                   | 2                  | 0                  | 13    | 1     |
| Алжир            | 2011             | —                   | —                   | —                  | —                  | 3                    | 0                    | —                   | —                   | —                  | —                  | 3     | 0     |
| Алжир            | 2012             | 1                   | 0                   | —                  | —                  | 2                    | 0                    | —                   | —                   | —                  | —                  | 3     | 0     |
| Алжир            | 2013             | 5                   | 1                   | —                  | —                  | —                    | —                    | —                   | —                   | 2                  | 0                  | 7     | 1     |
| Алжир            | 2014             | —                   | —                   | 3                  | 0                  | 1                    | 0                    | —                   | —                   | 2                  | 0                  | 6     | 0     |
| Алжир            | 2015             | —                   | —                   | —                  | —                  | —                    | —                    | 3                   | 0                   | 1                  | 0                  | 4     | 0     |
| Всего за карьеру | Всего за карьеру | 22                  | 2                   | 6                  | 0                  | 14                   | 1                    | 9                   | 1                   | 19                 | 0                  | 70    | 4     |

## Игровые характеристики
Маджид является универсальным футболистом, который одинаково уверенно может сыграть на позициях центрального защитника и опорного полузащитника. Надёжен в обороне ворот своей команды, при этом часто и успешно подключается к атакам. Сильными сторонами Маджида являются игра на опережение, уверенные действия на «втором этаже», спокойствие на поле, сильный и точный удар. В свою очередь главный недостаток алжирца — ошибки при выборе позиции в защите.

## Мнения специалистов и футболистов о Бугерра
Энди Грей, бывший шотландский футболист:
Бугерра — это ключевой игрок для сборной Алжира, он великолепно читает игру и вообще прирожденный лидер.
Арсен Венгер, главный тренер лондонского «Арсенала»:
Маджид отлично физически развит, он быстр и неуступчив — это делает его «лакомым куском» для клубов английской Премьер-лиги.
Алли Маккойст, бывший шотландский футболист, ныне главный тренер «Рейнджерс» (после игры Англия — Алжир на чемпионате мира 2010):
Уэйн Руни и Эмил Хески — настоящие атлеты, на мундиале они способны «продавить» и «затоптать», думаю, 95 процентов защитников команд. Но в этом поединке Бугерра показал, что он тоже «не лыком шит» и на равных противостоял этим двум высококлассным форвардам, что ещё раз доказывает, что в рядах «Рейнджерс» есть один из лучших оборонцев Африки и всего британского футбола.

## Личная жизнь
В 2006 году Маджид женился на своей девушке, Сафии, которая через год родила ему девочку, названную Хилей. В 2008 году молодая семья Бугерра стала больше — Сафия произвела на свет ещё одну девочку, Инес.

## Достижения

### Командные достижения
«Рейнджерс»
- Чемпион Шотландии (3): 2008/09, 2009/10, 2010/11
- Обладатель Кубка Шотландии: 2008/09
- Обладатель Кубка шотландской лиги (2): 2009/10, 2010/11
- Финалист Кубка шотландской лиги: 2008/09

«Лехвия»
- Чемпион Катара (2): 2011/12, 2013/14
- Обладатель Кубка Наследного принца Катара: 2013

### Личные достижения
- Лучший игрок года в «Рейнджерс» по версии болельщиков клуба: 2008/09
- Футболист года в Алжире по версии журналистов: 2009